# Vila de Coloane
A Vila de Coloane é uma das mais antigas áreas de urbanização na ilha de Coloane, que pertence actualmente à Região Administrativa Especial de Macau.
O coração da Vila de Coloane é a praça central onde ficam a paragem de autocarro, diversos restaurantes e a popular padaria de Lord Stow, onde vendem bons pastéis de nata. A vila propriamente dita estende-se para norte, para os estaleiros dos juncos e antigo cais e para sul, ao longo da marginal, até ao Templo de Tam Kung (譚公廟), consagrado à deusa taoísta dos marinheiros. A meio da marginal fica a Capela de São Francisco Xavier, com o seu pitoresco adro, no estilo tradicional português, e na sombra das suas arcadas estão instalados diversos cafés. Neste adro rectangular, que se situa à frente da capela católica e que está pavimentada com calçada portuguesa a preto e branco, foi erguida uma lápide decorado com balas de canhão e correntes de ferro. Esta lápide comemora a expulsão dos piratas chineses daquela ilha pelo exército português, em 1910.